# 諾伊翁-霍利湖
52°45′32″N 97°9′5″E / 52.75889°N 97.15139°E
諾伊翁-霍利湖（俄语：Нойон-Холь），是俄羅斯的湖泊，位於該國南部圖瓦共和國，由托贾区負責管轄，長31公里、寬2.5公里，面積52平方公里，最大水深225米。